# Simone da Firenze
Simone da Firenze (fine XV secolo – prima metà XVI secolo) è stato un pittore italiano.

## Biografia
Simone da Firenze, conosciuto anche come Simo o Simon de Florentia, è stato un pittore italiano attivo nell'area geografica del vicereame spagnolo del Cinquecento, la porzione corrispondente all'odierna Basilicata.
Sebbene il nome lo designi come "fiorentino", l'artista risulta attivo esclusivamente nell'Italia meridionale, a Napoli, prima e anche dopo la sosta di Polidoro da Caravaggio nel 1523-1524,  e infine in Basilicata. In quest'ultima Simone giunge tramite la mediazione dei francescani e dei Sanseverino di Salerno, di Bisignano e di Marsico, che in Basilicata possedevano i feudi di San Chirico Raparo, di Salandra e di Potenza, che costituiscono i luoghi dove si conservano i dipinti del maestro.
La presenza di Simone in Basilicata si ricava dall'epigrafe del Polittico della chiesa di San Francesco a Senise, firmato MR (Magister) Simon de Florentia e datato al 1523. Tale opera, seppur si attenga ancora alla tipologia arcaica della pala d'altare a più scomparti e mostri una mentalità ancora tardo-quattrocentesca, già evidenzia di volersi orientare verso un ammodernamento del linguaggio espressivo, improntato sulla lezione di Raffaello, ma appreso e filtrato dalle stampe di Marcantonio Raimondi, dalla traduzione napoletana di Polidoro da Caravaggio e dallo stile compendiario e patetico di Pedro Machuca. Con una certa sicurezza si può affermare che Simone, soprattutto nel periodo maturo, ha traghettato in Basilicata i canoni linguistici del Manierismo, ai quali ha saputo innestare una nuova espressività, resa con una narrazione fluida, più umana e a tratti popolare.
L'artista, probabile pittore-emigrante, costretto a rifugiarsi al Sud per l'incapacità di adeguarsi completamente alla "terza maniera", ha comunque rivelato una tenace volontà d'inseguire la cultura "moderna" tramite un personale processo di trasformazione, con varianti compositive o di significato, che lo hanno messo in grado di rispondere alle attese conservatrici della committenza lucana.
Gli echi di Simone giungono sino in Veneto dove, alla Ca' d'Oro  di Venezia, è conservata una tavola, probabile parte di un polittico, che raffigura un San Paolo, attribuita a scuola del "sud Italia" della prima metà del XVI sec., ma assegnata dal Rizzi a Simone da Firenze per le analogie con il San Paolo di Palazzo Lanfranchi a Matera e col busto dello stesso santo del Polittico di Salandra. In tutti e tre i casi, San Paolo è raffigurato con barba radiale, simile a quella dei profeti, e con una folta e scarmigliata capigliatura, in contrasto con la classica iconografia che lo vuole affetto da calvizie. 
Il percorso biografico e artistico di Simone risulta comunque ancora poco chiaro per biografia, per attribuzioni e per cronologia.

## Opere

### Le opere di Simone in Campania
È possibile che la fase più antica di Simone, collocabile tra il 1505 e il 1510 circa, sia da identificarsi nell'opera del cosiddetto Maestro del Polittico di Angri, contraddistinta da evidenti derivazioni da modelli fiorentini della fine del Quattrocento. Secondo il Naldi sono state eseguite in Campania due opere.
- La prima è il Polittico della Collegiata di San Giovanni Battista, attribuito al cosiddetto Maestro del Polittico di Angri. L'opera si articola su tre registri e si compone di una predella e di una cimasa. La predella narra in sei scene la vita di San Giovanni Battista; il primo registro si compone delle tavole di San Pietro a sinistra e San Paolo a destra; al centro si dispone per due ordini una tavola centinata che raffigura la Madonna con Bambino, in trono e incoronata da angeli, posta tra san Giovanni Battista e santa Maria Maddalena. Il secondo registro è strutturato con le due tavole di Isaia a sinistra e Daniele a destra; il terzo registro è occupato dalla raffigurazione del Trasporto di Cristo al sepolcro al centro, affiancato dall'Angelo annunciante a sinistra e da Maria Vergine annunciata a destra; la cimasa rettangolare contiene la raffigurazione della Resurrezione di Cristo.
- La seconda opera è il Trittico con la Madonna delle Grazie, San Giovanni Battista e San Francesco, proveniente da Cassano e ora nel Museo del Convento di San Francesco a Folloni a Montella (AV).

### Le presunte opere giovanili di Simone in Basilicata

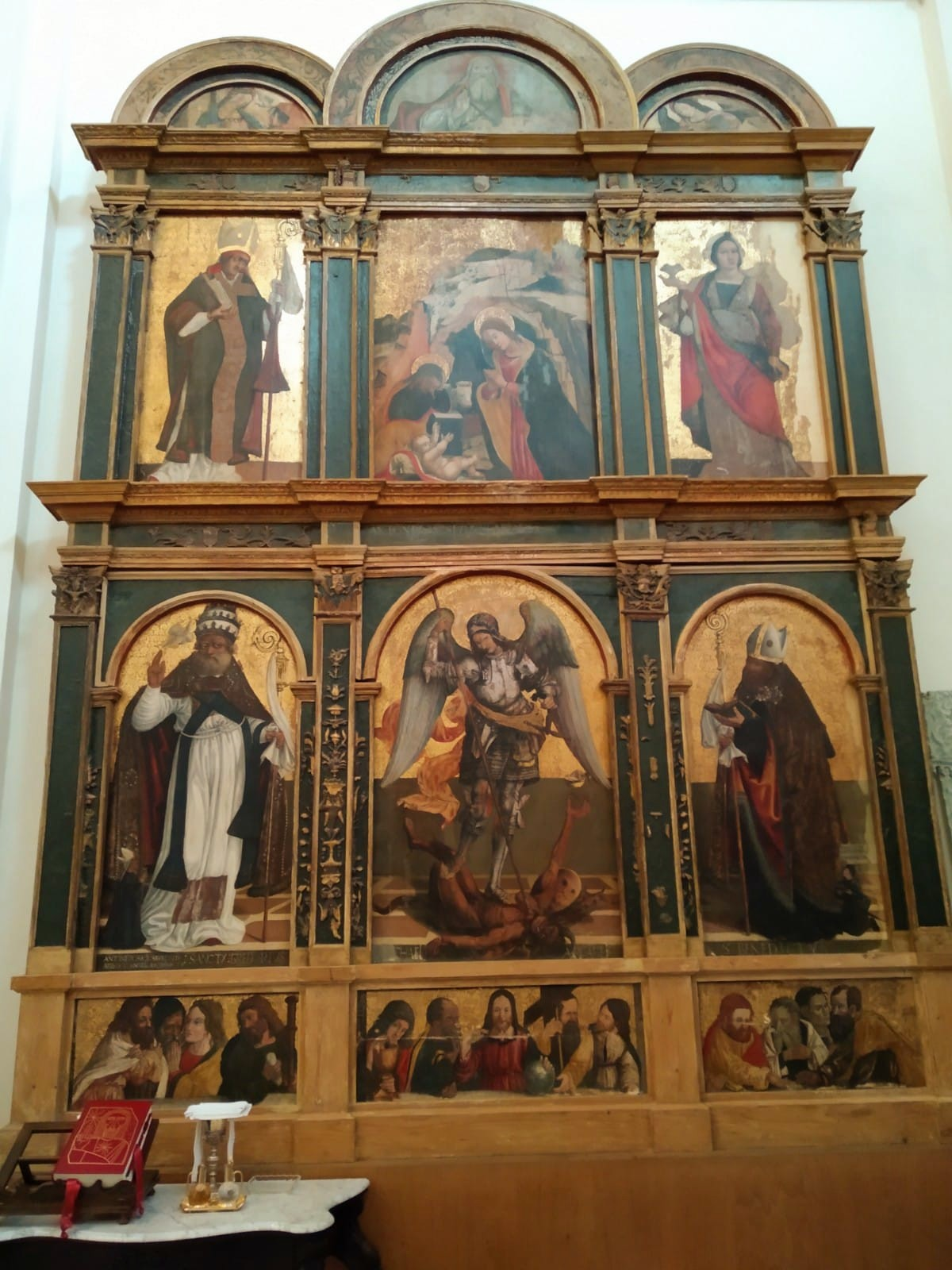
Polittico (Simone da Firenze) - Duomo Parrocchiale S. Chirico Raparo

Il corpus giovanile delle opere di Simone in Basilicata è costituito dalle opere seguenti.
- Il Polittico nella chiesa di Santa Maria Assunta a Stigliano, datato da un’iscrizione al 1521, ha le dimensioni monumentali (5,45 metri di larghezza per 6 metri di altezza) dei retabli spagnoli; risulta privo della predella, che in origine doveva avere. Organizzata su due registri sormontati da una cimasa, contiene nell'intelaiatura lignea di notevole estensione sei figure ad altorilievo, una scultura a tutto tondo nello scomparto centrale e quattordici dipinti. I piani del polittico sono scanditi da trabeazioni dorate, decorate con elementi del repertorio classico: foglie d'acanto, dentelli, ovoli, tralci; completano la decorazione i fregi dorati su fondo turchese, con motivi decorativi classici e rinascimentali: puttini, divinità femminili, mascheroni inframezzati da palmette, chimere alate, delfini e bucrani.
- Il Polittico della Chiesa di San Francesco a Senise è datato 1523 e firmato MR (Magister) Simon de Florentia.
- Il grande Polittico dedicato a San Michele Arcangelo fu probabilmente realizzato in collaborazione e lasciato incompiuto intorno al terzo decennio del Cinquecento. In esso, le tavole con i Santi Pietro e Paolo, provenienti dall’Abbazia di Sant'Angelo al Monte Raparo e collocate inizialmente nel Museo Archeologico Nazionale di Reggio Calabria, sono oggi nel Duomo Parrocchiale di San Chirico Raparo; assegnate inizialmente ad Antonio Solario, nel 1970 sono state attribuite da Alberto Rizzi a Simone da Firenze.
- Il Polittico di Potenza risulta smembrato tra le chiese potentine di Santa Maria del Sepolcro e di San Michele Arcangelo con relativo convento. Le tavole di Santa Maria del Sepolcro evidenziano “una maturazione del linguaggio di Simone nel senso di una scioltezza compositiva e una fluidità della pennellata che crea vivacissimi effetti di tocco specie nelle mirabili teste degli apostoli”[5].

### L'ultimo Simone: le probabili opere della maturità

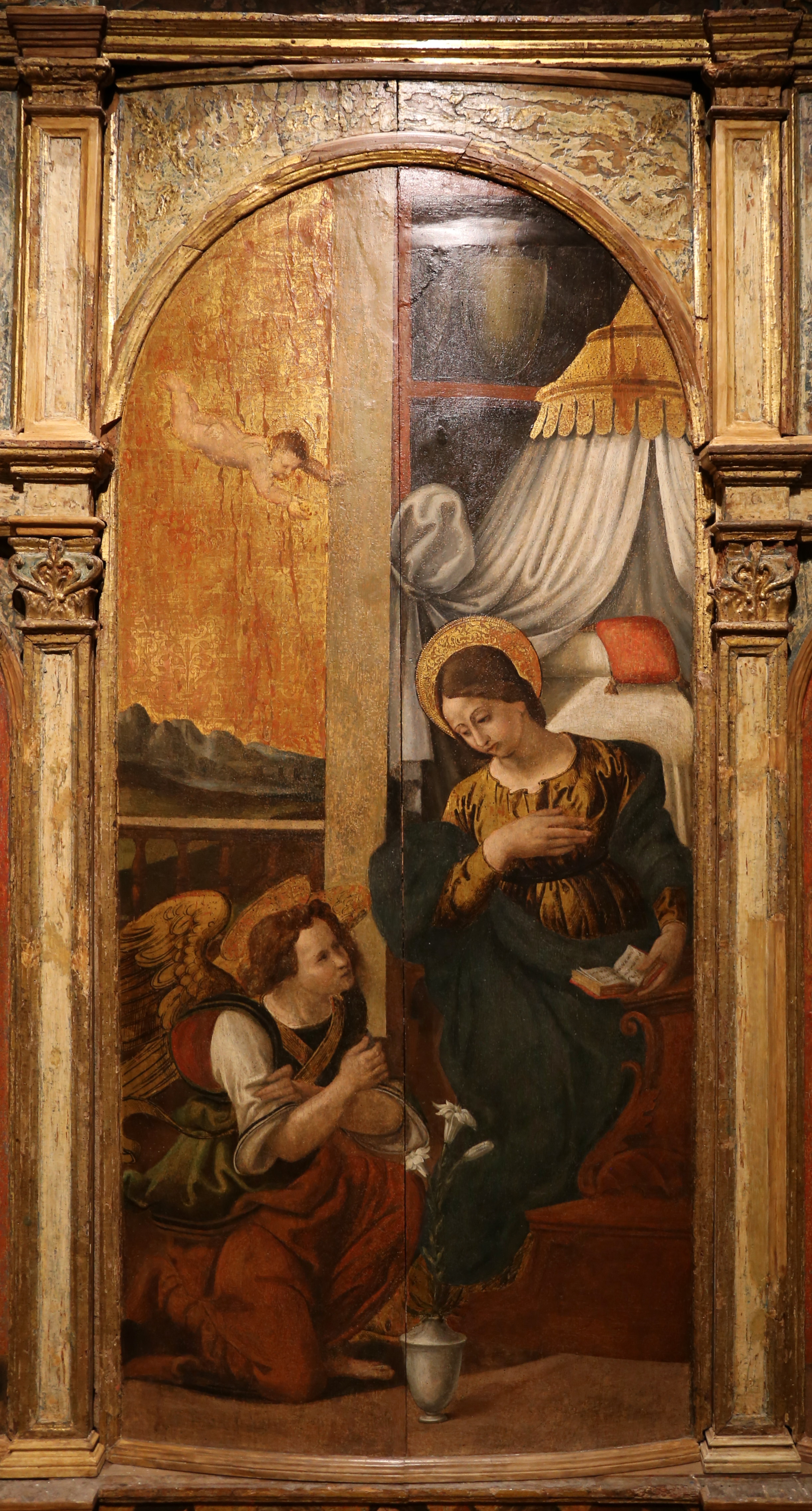
Polittico di Salandra, Annunciazione

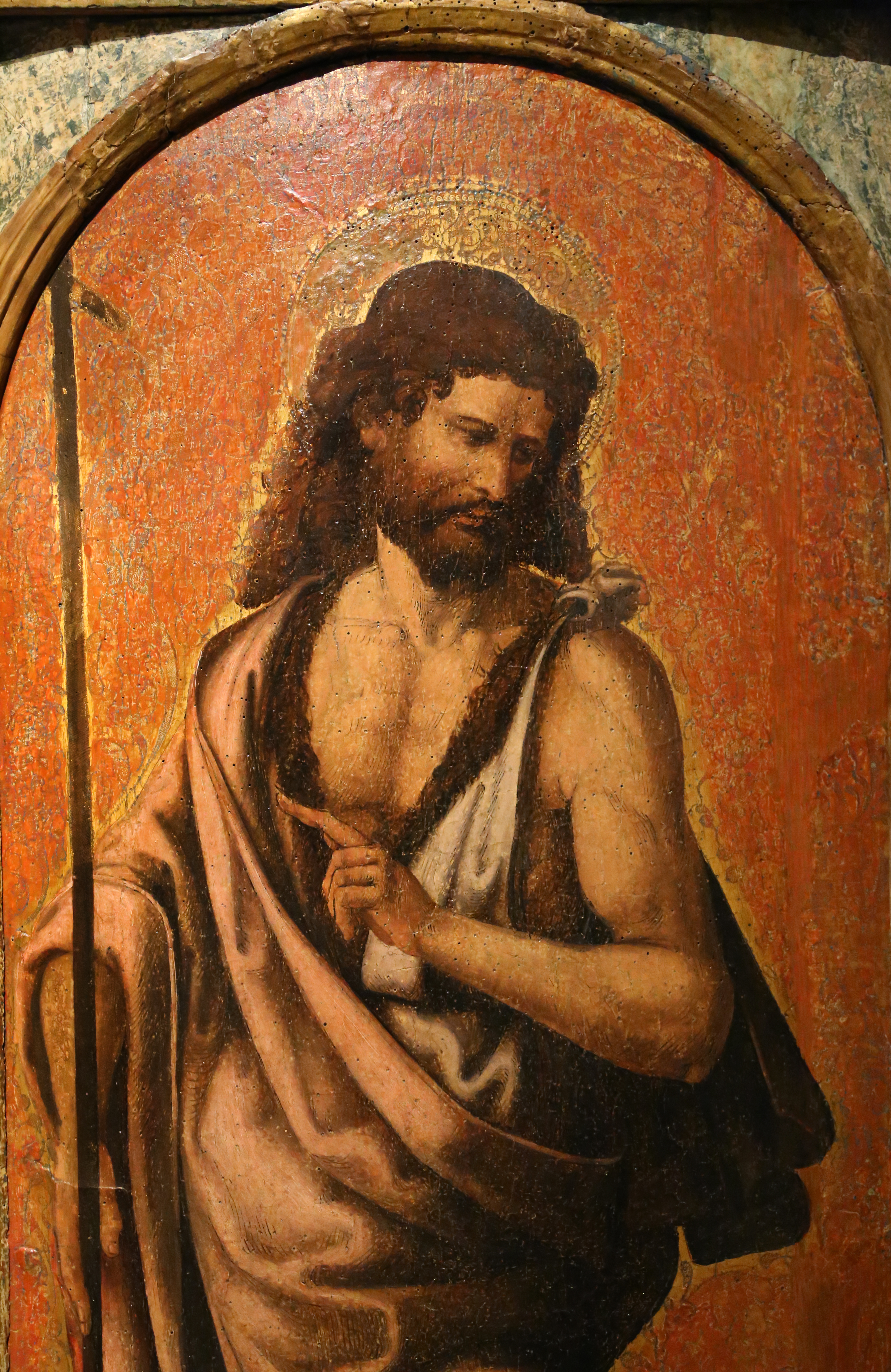
Polittico di Salandra

Nella maturità lo stile di Simone è più manierista: narra la realtà con lo spirito del Rinascimento, mostrando al contempo una sorprendente carica umana ed espressiva.
- Il Polittico della chiesa di Sant'Antonio di Salandra fu eseguito, secondo Anna Grelle Iusco, intorno al 1530[6]; tale datazione non è accolta da Naldi, che inserisce il polittico tra le opere giovanili[7]. L'opera si compone di 9 tavole di pioppo, inserite all'interno di una coeva cornice a forma di serliana, dorata e decorata a pastiglia. Il registro centrale comprende 3 tavole centinate: a sinistra, la tavola con San Pietro è sormontata da un tondo che raffigura il busto di San Girolamo; a destra, la tavola con San Giovanni Battista è sormontata da un tondo col busto di San Paolo; la tavola con l'Annunciazione si dispiega al centro. A coronamento della pala, una cimasa raffigura Dio Padre benedicente entro una lunetta, col libro aperto che mostra la scritta EGO SVM ALFA ET O. La predella è formata da tre tavole rettangolari che raffigurano 4 apostoli per parte, contraddistinti da scritte esegetiche, e al centro Cristo benedicente, che tiene un libro su cui è scritto EGO SVM LUX MUNDI.

Dal punto di vista tecnico, le tavole del primo registro (San Pietro, San Giovanni Battista, parzialmente l'Annunciazione) e della predella sono state eseguite a fondo oro, lavorato finemente a bulino, con la stessa tecnica di doratura applicata nella più antica tradizione toscana. Anche dal punto di vista stilistico l'opera si colloca nel solco della medesima tradizione toscana per la precipua attenzione assegnata al disegno, esibito anche nell'uso del tratteggio per definire i volumi.
- L'Annunciazione nella Chiesa dell’Annunziata di Maratea.
- La Tavola con San Pietro nella Parrocchiale di Moliterno.
- L'Affresco con l'Adorazione dei Magi nella Concattedrale di Sant'Andrea di Venosa.